# HMS Tyrian (R67)
HMS Tyrian (R67/F67) là một tàu khu trục lớp T được Hải quân Hoàng gia Anh Quốc chế tạo trong Chương trình Khẩn cấp Chiến tranh để phục vụ trong Chiến tranh Thế giới thứ hai. Sống sót qua cuộc chiến tranh, nó được cải biến thành một tàu frigate nhanh chống tàu ngầm Kiểu 16 vào năm 1952, mang ký hiệu lườn mới F67, và tiếp tục phục vụ cho đến khi bị tháo dỡ năm 1965.

## Thiết kế và chế tạo
Tyrian được chế tạo tại xưởng tàu của hãng Swan Hunter ở Wallsend, Tyne and Wear, và được đặt lườn vào ngày 15 tháng 10 năm 1941. Nó được hạ thủy vào ngày 27 tháng 7 năm 1942 và nhập biên chế cùng Hải quân Hoàng gia vào ngày 8 tháng 4 năm 1943.

## Lịch sử hoạt động
Tyrian đã hoạt động trong Chiến tranh Thế giới thứ hai. Sau chiến tranh, nó được cải biến thành một tàu frigate nhanh chống tàu ngầm Kiểu 16 vào năm 1950, mang ký hiệu lườn mới F67. Nó đã tham gia cuộc Duyệt binh Hạm đội nhân lễ Đăng quang của Nữ hoàng Elizabeth II vào năm 1953, và tiếp tục phục vụ cho đến khi bị bán để tháo dỡ vào ngày 9 tháng 3 năm 1965.